# Bohové musejí být šílení 2
Bohové musí být šílení II je komediální film Jamieho Uyse z roku 1989, který je pokračováním filmu Bohové musí být šílení z roku 1980, k němuž Uys napsal scénář a který také režíroval. Film vznikl v mezinárodní koprodukci Jihoafrické republiky, Botswany a Spojených států, produkovala jej společnost Weintraub Entertainment Group. V USA byl uveden 13. dubna 1990 společností Columbia Pictures, ve zbytku světa jej vydala společnost 20th Century Fox.

## Obsah filmu
Film se skládá ze čtyř dějových linií, které probíhají paralelně a vzájemně se ovlivňují:
- Xixo se snaží najít své ztracené děti
- dva pytláci, lovci slonů, cestují v náklaďáku, v němž uvízly Xixovy děti,
- zoolog a právníčka uvízli v poušti,
- dva vojáci bojují proti sobě.

Příběh začíná tím, že dva pytláci slonů, chronicky protivný "Big Ben" Brenner a jeho sympatický, ale nepříliš bystrý pomocník George, projíždějí oblastí, v níž žije Xixův kmen. Xixův syn Xiri a dcera Xisa, zvědaví na jejich vozidlo, vlezou do přívěsu s cisternou na vodu a nechají se nedobrovolně svézt, zatímco pytláci pokračují v jízdě. Xixo je následuje pěšky, odhodlán získat své děti zpět.
Dr. Ann Taylorová, mladá právnička z New Yorku, přijíždí do křovinatého letoviska, kde má mít přednášku na právnické konferenci. Protože má volný čas, přijme pozvání mladého muže na projížďku v dvoumístném dvoumotorovém ultralehkém letadle. Jedou za vědcem doktorem Stephenem Marshallem, kterému právě vysílačkou oznámili, že se musí dostavit do letoviska, odkud doktorka Taylorová právě přijela, aby ošetřil zraněné zvíře. Marshhall nechá pilota, aby hlídal jeho vůz a vybavení, a vydá se do letoviska v ultralightu s Ann na palubě. Kvůli nepříznivému počasí ale havarují, takže uvíznou v poušti Kalahari. Tam se navíc schyluje k válce, zosobněné ztraceným kubánským vojákem (Mateo) a jeho angolským nepřítelem (Timi), kteří se opakovaně snaží vzájemně zajmout.
Všichni se v průběhu filmu setkávají s Xixem a jeho dětmi. Nakonec děj vyvrcholí tím, že pytláci zajmou Xixa, Taylorovou, Marshalla a oba vojáky. Xixovi se je podaří zachránit a George, který je vlastně hodný chlapík, ale držený v područí svého šéfa, dá Xixovi pokyny vedoucí k jeho dětem. Pytláci jsou zajati, oba vojáci se poněkud neochotně dohodnou a rozejdou se bez dalšího násilí, Taylorová a Marshall se vrátí do civilizace (i když ne bez poslední trapné nehody) a navážou milostný vztah. Xixo najde své děti.

## Zajímavosti
- Film se natáčel v roce 1985, ale premiéru měl o 4 roky později.[3]
- Důležitou roli (zakousnuté zvíře do boty) měl medojed kapský.[3]
- Hlavní herec N!xau dostal více než stonásobně větší honorář než za první díl.[3]